# Djent
Djent je progresivní heavy metalový hudební styl, resp. prog metalový subžánr, který se začal vyvíjet mezi lety 2006 až 2008. V původním slova smyslu označuje digitálně zpracovaný akord, kytarový riff. Velmi často používá polyrytmy. Využívá silně zkreslené tlumení akordů. Nejvýraznějšími poznávacími znaky jsou složitá rytmika, technika hraní a časté využití počítačových zvuků. Používají se 7 až 8 strunné kytary. Žánr se stále neustále vyvíjí v mnoha podobách a dosáhl mnohem širší palety zvuků a stylů, než tomu bylo u jeho vzniku, přičemž mnoho historických kapel pokračuje v nahrávání nové hudby a turné, zatímco tisíce dalších nových kapel se objevují v underground scéna každý rok, z celého světa. V djentu se také prolíná mnoho jiných hudebních stylů jako například jazz, ambient, fusion, folk, kde se využívá jejich techniky.

## Historie
Kapely Meshuggah a Sikth měly zásadní vliv pro vznik djentu. Za zakladatele se považuje Misha Mansoor z kapely Periphery. Mezi další nejznámější patří Animals as Leaders, Vildhjarta, Tesseract a jiné.